# Jan Drzymała
Jan Drzymała (ur. 1949 r.) – polski inżynier chemik. Absolwent Politechniki Wrocławskiej. Od 2002 r. profesor na Wydziale Górniczym (od 2004 r. Wydziale Geoinżynierii, Górnictwa i Geologii) Politechniki Wrocławskiej.